# ГЕС Браунау-Сімбах
ГЕС Браунау-Сімбах — гідроелектростанція на річці Інн, по якій проходить кордон між Німеччиною та Австрією (федеральна земля Баварія та провінція Верхня Австрія відповідно). Розташована між електростанціями Перах (вище за течією) та Ерінг-Фрауенштейн.
Будівництво електростанції розпочалось під час Другої світової війни у 1943 році, проте невдовзі було припинене через нестачу необхідних матеріалів. Воно відновилось лише у 1951-му та завершилось введенням ГЕС в експлуатацію через три роки. Інн перегородили водопропускною греблею, при спорудженні якої здійснили земляні роботи в обсязі 3,9 млн м3 та використали 230 тис. м3 бетону. В 1972 році греблю трохи наростили, що дозволило підняти рівень води у сховищі на 0,5 метра. З австрійської та німецької сторони обладнано по дві насосні станції, які забезпечують відкачування води, що фільтрується через дамби.
З лівого боку греблі влаштовано п'ять водопропускних шлюзів, а біля правого збудовано інтегрований у неї машинний зал з пласкою стелею, який має висоту 32 метри. Він обладнаний чотирма турбінами типу Каплан, поставленими компаніями Voith та Escher-Wyss. Генератори для ГЕС спільно виготовлені компаніями Elin та Brown Boveri and Cie (BBC). Це обладнання забезпечує річне виробництво на рівні 550 млн кВт-год.